# 2009年マレーシアグランプリ
2009年マレーシアグランプリは、2009年F1世界選手権第2戦として、2009年4月5日にセパン・インターナショナル・サーキットで開催された。正式名称は2009 FORMULA 1 Petronas Malaysian Grand Prix。

## 開催前
マクラーレンのみがオーストラリアGPで使用したエンジンを搭載した。

## 予選
金曜日のフリー走行2後にブラウンGPのルーベンス・バリチェロはギヤボックスを交換したため、決勝の5グリッド降格が確定している。また、前戦のオーストラリアGPでのロバート・クビサと接触・クラッシュしたセバスチャン・ベッテルは10グリッド降格ペナルティを受けている。

### 展開
気温30度、路面温度40度、湿度76%の条件下で予選がスタート。

#### Q1
開始後まず中嶋一貴がターゲットタイムを記録した後、チームメイトのニコ・ロズベルグがトップタイムをマークする。そして開幕戦と同じく、ブラウンGPのジェンソン・バトンがここでトップタイムを記録する。そのままの状態で時間が経過していくが、残り2分30秒となった所でピケ以外の全車がコース上に出て、最後のアタックを行う。
最終的に、バリチェロがトップタイムを記録。フェリペ・マッサは現在のタイムでQ1を通過できると考え、再度アタックを行わなかったが、後からアタックしたマシンに次々にタイムを上回られ、16番手でQ1敗退。その他、ネルソン・ピケ、フォース・インディアの2台、セバスチャン・ブエミが脱落した。

#### Q2
気温30度、路面温度33度、湿度78%。
まもなく雨が降る可能性もあったためか、開始3分ですでに10台の車が走行している。
Q1と同じく、まず中嶋がターゲットタイムとなる1'35.118をマークする。各車ソフトタイヤでアタックを敢行する中、ブラウンGPの2台はハードタイヤでアタックを開始、バトンがトップタイムをマークする。その後、バリチェロとトヨタのヤルノ・トゥルーリがタイムを更新した。そして、残り5分の時点でようやくバトンとバリチェロはソフトタイヤに交換、タイムアタックを再開する。残り1分となった時にバトンがトップタイムをマーク。2位のトゥルーリに0.5秒差をつけてセッションは終了した。
BMWのニック・ハイドフェルド、中嶋、マクラーレンの2台、セバスチャン・ブルデーがQ2で脱落した。

#### Q3
気温30度、路面温度36度、湿度79%。
このセッションでもブラウンGPは速かった。セッション終了1分前までトゥルーリがトップタイムだったが、バトンに更新された。また、レッドブル・レーシングのベッテルが3位に、バリチェロが4位、トヨタのティモ・グロックが5位となった。
前述のペナルティの結果、決勝グリッドは、バトン、トゥルーリ、グロック、ロズベルグ・・・・となり、トヨタ勢が2・3位を獲得した。

### 結果
| 順位 | No | ドライバー               | チーム                           | Q1       | Q2       | Q3       | グリッド | 重量    |
| ---- | -- | ------------------------ | -------------------------------- | -------- | -------- | -------- | -------- | ------- |
| 1    | 22 | ジェンソン・バトン       | ブラウン・メルセデス             | 1'35.058 | 1'33.784 | 1'35.181 | 1        | 660.0kg |
| 2    | 9  | ヤルノ・トゥルーリ       | トヨタ                           | 1'34.745 | 1'33.990 | 1'35.273 | 2        | 656.5kg |
| 3    | 15 | セバスチャン・ベッテル   | レッドブル・ルノー               | 1'34.935 | 1'34.276 | 1'35.518 | 13       | 647.0kg |
| 4    | 23 | ルーベンス・バリチェロ   | ブラウン・メルセデス             | 1'34.681 | 1'34.387 | 1'35.651 | 9        | 664.5kg |
| 5    | 10 | ティモ・グロック         | トヨタ                           | 1'34.907 | 1'34.258 | 1'35.690 | 3        | 656.5kg |
| 6    | 16 | ニコ・ロズベルグ         | ウィリアムズ・トヨタ             | 1'35.083 | 1'34.547 | 1'35.750 | 4        | 656.0kg |
| 7    | 14 | マーク・ウェバー         | レッドブル・ルノー               | 1'35.027 | 1'34.222 | 1'35.797 | 5        | 656.0kg |
| 8    | 5  | ロバート・クビサ         | BMWザウバー                      | 1'35.166 | 1'34.562 | 1'36.106 | 6        | 663.0kg |
| 9    | 4  | キミ・ライコネン         | フェラーリ                       | 1'35.476 | 1'34.456 | 1'36.170 | 7        | 662.5kg |
| 10   | 7  | フェルナンド・アロンソ   | ルノー                           | 1'35.260 | 1'34.706 | 1'37.659 | 8        | 664.5kg |
| 11   | 6  | ニック・ハイドフェルド   | BMWザウバー                      | 1'35.110 | 1'34.769 |          | 10       | 692.0kg |
| 12   | 17 | 中嶋一貴                 | ウィリアムズ・トヨタ             | 1'35.341 | 1'34.788 | 11       | 683.4kg  |         |
| 13   | 1  | ルイス・ハミルトン       | マクラーレン・メルセデス         | 1'35.280 | 1'34.905 | 12       | 688.0kg  |         |
| 14   | 2  | ヘイッキ・コバライネン   | マクラーレン・メルセデス         | 1'35.023 | 1'34.924 | 14       | 688.9kg  |         |
| 15   | 11 | セバスチャン・ブルデー   | トロ・ロッソ・フェラーリ         | 1'35.507 | 1'35.431 | 15       | 670.5kg  |         |
| 16   | 3  | フェリペ・マッサ         | フェラーリ                       | 1'35.642 |          | 16       | 689.5kg  |         |
| 17   | 8  | ネルソン・ピケ           | ルノー                           | 1'35.708 | 17       | 681.9kg  |          |         |
| 18   | 21 | ジャンカルロ・フィジケラ | フォース・インディア・メルセデス | 1'35.908 | 18       | 680.5kg  |          |         |
| 19   | 20 | エイドリアン・スーティル | フォース・インディア・メルセデス | 1'35.951 | 19       | 655.5kg  |          |         |
| 20   | 12 | セバスチャン・ブエミ     | トロ・ロッソ・フェラーリ         | 1'36.107 | 20       | 686.5kg  |          |         |

- 太字は各セッションでのトップタイム
- Car No.15は前戦のペナルティにより10グリッド降格ペナルティ
- Car No.23はギアボックス交換により5グリッド降格ペナルティ

## 決勝

### 展開
決勝スタート時は、気温30度、路面温度38度、湿度75%のドライコンディション。

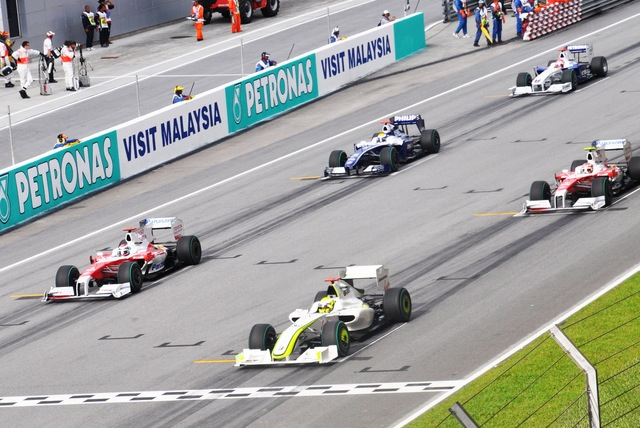
スタート時

スタートは、フロントローのバトンとトゥルーリが遅れ、さらにBMWザウバーのロバート・クビサもエンジンのトラブルで遅れ、結局リタイヤ。一方、ロズベルグ、バリチェロ、KERSを搭載するルノーのフェルナンド・アロンソが順位を上げる。1コーナーはロズベルグが1位、トゥルーリが2位と続いた。アロンソは9番グリッドから一気に3番手まで順位を上げるも、ブラウンの2台にかわされた。
序盤はロズベルグ、トゥルーリ、バトン、バリチェロの上位4台で周回し、その後方でアロンソ、ライコネン、マーク・ウェバーがそれぞれ接近戦を展開。ヘイキ・コバライネンはコースアウトし、第1戦に続き1周目でのリタイアとなった。
5周目時点の公式の天気予報では、10分後（11周目ごろ）に雨が降ると予想された。
　
アロンソのペースが上がらないため、上位4台と5番手以降の差がみるみる広がった。11周目にライコネンが、13周目にウェバーがアロンソをオーバーテイクするも、前の4台とのギャップは大きい。上位は3番手のバトンがトゥルーリに迫っていった。
13周目にベッテルが最初の通常ピットイン。各チームも続くが、ほとんどのマシンがドライタイヤでピットアウトした。その中でフェラーリは、このあとすぐに雨が降ると予想し、5番手のライコネンのタイヤを深溝のウェットタイヤに変更。しかし、予想は外れ、しばらく雨は降らず、順位を落としていった。上位はロズベルグ、トゥルーリ、バトン、バリチェロの順にピットインした。バトンがピットイン前にペースを上げ、順位はバトン、ロズベルグ、トゥルーリ、バリチェロとなった。
上位勢が23周目に入るころから徐々に雨が降り始め、各マシン一斉にピットへ向かい、ウェットタイヤを装着。しかし、ウェットタイヤを使うには雨脚は弱く、その中でただひとり浅溝のインターミディエイトタイヤを履いていたグロックが大きく順位を上げる。その後、26周目にベッテルがインターミディエイトに履き替えた。これに続くマシンが出るも、直後に雷を伴う豪雨がサーキットを襲い、再びウェットタイヤへの変更を余儀なくされた。この混乱の中、ほとんどのマシンが3回以上ピットインを行なったが、唯一1度だけのピットインで済ませていたハイドフェルドが2番手に浮上。

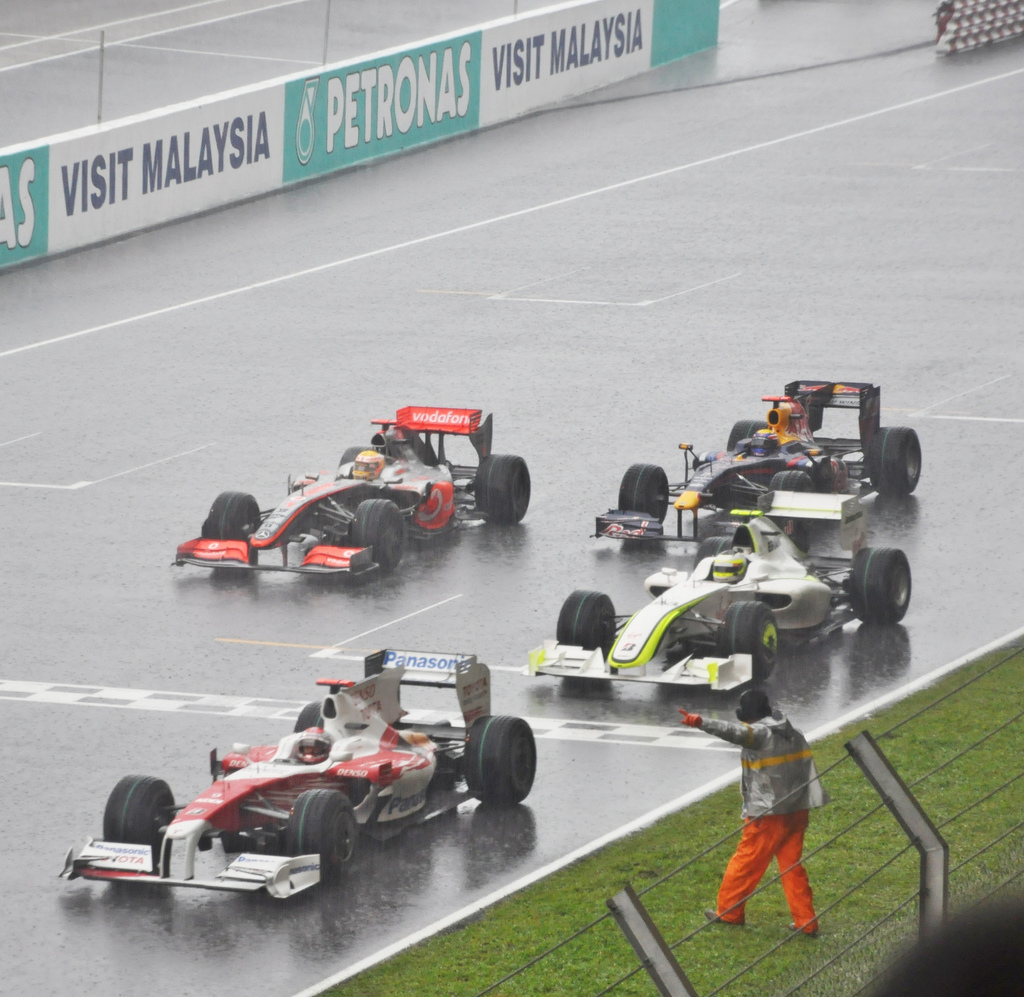
赤旗が振られたときの状況

雨は激しく降り続き、32周目で安全のためセーフティカーが導入されるが、33周目で赤旗が振られレースが中断された。40分以上様子を見たが、このままレース終了となった。
セーフティカーが入る前の31周終了時点の順位でレースが確定し、終わってみればバトンが2戦連続のポール・トゥ・ウィンで通算3勝目を挙げた。ブラウンGPにとっては、F1が始まった初年度の1950年のアルファ・ロメオ以来のデビュー以来2戦連続優勝。ハイドフェルドが2位、グロックが3位で昨年のハンガリーGP以来自身2度目の表彰台。トヨタも2戦連続で表彰台を獲得した。トゥルーリが4位で入賞を果たした。なお、規定周回数の75％未満だったため、各ドライバーの獲得ポイントは半分となった。これは1991年オーストラリアGP以来18年ぶり5回目の出来事だった。

### 結果
| 順位 | No | ドライバー               | チーム                           | 周回数 | タイム/リタイア | グリッド | ポイント |
| ---- | -- | ------------------------ | -------------------------------- | ------ | --------------- | -------- | -------- |
| 1    | 22 | ジェンソン・バトン       | ブラウン・メルセデス             | 31     | 55'30.622       | 1        | 5        |
| 2    | 6  | ニック・ハイドフェルド   | BMWザウバー                      | 31     | +22.722         | 10       | 4        |
| 3    | 10 | ティモ・グロック         | トヨタ                           | 31     | +23.513         | 3        | 3        |
| 4    | 9  | ヤルノ・トゥルーリ       | トヨタ                           | 31     | +46.173         | 2        | 2.5      |
| 5    | 23 | ルーベンス・バリチェロ   | ブラウン・メルセデス             | 31     | +47.360         | 9        | 2        |
| 6    | 14 | マーク・ウェバー         | レッドブル・ルノー               | 31     | +52.333         | 5        | 1.5      |
| 7    | 1  | ルイス・ハミルトン       | マクラーレン・メルセデス         | 31     | +1'00.733       | 12       | 1        |
| 8    | 16 | ニコ・ロズベルグ         | ウィリアムズ・トヨタ             | 31     | +1'11.576       | 4        | 0.5      |
| 9    | 3  | フェリペ・マッサ         | フェラーリ                       | 31     | +1'16.932       | 16       |          |
| 10   | 11 | セバスチャン・ブルデー   | トロ・ロッソ・フェラーリ         | 31     | +1'42.164       | 15       |          |
| 11   | 7  | フェルナンド・アロンソ   | ルノー                           | 31     | +1'49.422       | 8        |          |
| 12   | 17 | 中嶋一貴                 | ウィリアムズ・トヨタ             | 31     | +1'56.130       | 11       |          |
| 13   | 8  | ネルソン・ピケ           | ルノー                           | 31     | +1'56.713       | 17       |          |
| 14   | 4  | キミ・ライコネン         | フェラーリ                       | 31     | +2'22.841       | 7        |          |
| 15   | 15 | セバスチャン・ベッテル   | レッドブル・ルノー               | 30     | +1 Lap          | 13       |          |
| 16   | 12 | セバスチャン・ブエミ     | トロ・ロッソ・フェラーリ         | 30     | +1 Lap          | 20       |          |
| 17   | 20 | エイドリアン・スーティル | フォース・インディア・メルセデス | 30     | +1 Lap          | 19       |          |
| 18   | 21 | ジャンカルロ・フィジケラ | フォース・インディア・メルセデス | 29     | +2 Laps         | 18       |          |
| Ret  | 5  | ロバート・クビサ         | BMWザウバー                      | 1      | エンジン        | 6        |          |
| Ret  | 2  | ヘイッキ・コバライネン   | マクラーレン・メルセデス         | 0      | スピン          | 14       |          |

- 33周目に赤旗中断・終了となったため、規定により31周目の順位が正式結果となる。
- 規定周回数の75％に達していないため、ハーフポイントとなる。